# Steriphopus lacertosus
Steriphopus lacertosus is een spinnensoort uit de familie Palpimanidae. De soort komt voor in de Seychellen.